# Бранко Дамлянович
Бранко Дамлянович (серб. Бранко Дамљановић; нар. 17 червня 1961, Новий Сад) – сербський шахіст, гросмейстер від 1989 року.

## Шахова кар'єра
1979 року виборов титул чемпіона Югославії серед юніорів, завдяки чому взяв участь у чемпіонаті Європи серед юніорів у Гронінгені (на рубежі 1979 і 1980 років), де посів 8-ме місце. З кінця 1980-х років належав до числа провідних югославських, а потім - сербських шахістів. Двічі переміг у чемпіонатах Югославії (1991, 2001), а в 1989 і 1990 поділив 1-ше місце, обидва догравання за золоту медаль програвши Зденко Кожулу. 1990 року кваліфікувався на міжзональний турнір (відбіркового циклу чемпіонату світу) в Манілі, посівши в ньому високе 13-те місце серед 64 гравців (турнір відбувся за швейцарською системою). 2006 року поділив 1-ше місце на чемпіонаті Сербії та Чорногорії, а в 2007 році повторив це досягнення на чемпіонаті Сербії.
Неодноразово брав участь у міжнародних турнірах, досягнувши успіхів, зокрема, в таких містах, як:
- Грац (1987,посів 1-ше місце),
- Зениця (1989, поділив 2-ге місце позаду Петара Поповича),
- Неа-Макрі (1990, зональний турнір, посів 1-ше місце),
- Сан-Себастьян (1991, поділив 1-місце разом із, зокрема, Зурабом Азмайпарашвілі, Жужею Полгар і Джонні Гектором),
- Белград – двічі (1992, поділив 1-місце разом з Сергієм Шиповим і 2000, посів 1-ше місце),
- Ла-Корунья (1996, поділив 1-ше місце разом із, зокрема, Левом Псахісом і Георгієм Георгадзе),
- Віла-Реал-де-Санту-Антоніу (1998, поділив 1-ше місце разом Даніелем Кампорою),
- Валево (2000, посів 2-ге місце позаду Мирослава Марковича),
- Манча-Реаль (2000, посів 2-ге місце позаду Карена Мовсесяна),
- Лорка – двічі (2001, поділив 2-ге місце позаду Олександра Рустемова 2008, поділив 1-місце разом з Сергієм Федорчуком, Алексою Стриковичем і Олександром Рустемовим),
- Струга (2002, посів 1-ше місце),
- Бар – тричі (посів 1-ше місце 2003 року і поділив 1-ше місце в 2004 та 2005 роках),
- Андорра-ла-Велья – двічі (поділив 1-ше місце в 2004 та 2005 роках),
- Іхало (2005, поділив 1-місце разом з Міодрагом Савичем),
- Санта-Крус-де-ла-Пальма (2005, поділив 2-ге місце позаду Каміля Мітоня),
- Фраскаті (2006, посів 1-ше місце),
- Ла Массана (2007, поділив 1-місце разом з Максимом Родштейном і Сальвадором Габріелем Дель Ріо Анхелісом),
- Гранада (2007, посів 1-ше місце).

Неодноразово представляв Югославію, Сербію і Чорногорію і Сербію на командних змаганнях, зокрема:
- шість разів на шахових олімпіадах (1990, 1994, 1996, 1998, 2000, 2004)[3],
- на командному чемпіонаті світу (1989); дворазовий призер: в командному заліку – срібний (1989) і в особистому заліку – золотий (1989 – на 6-й шахівниці)[4],
- вісім разів на командних чемпіонатах Європи (1992, 1999, 2001, 2003, 2005, 2007, 2011, 2013); призер: в особистому заліку – срібний (2013 – на 2-й шахівниці)[5],
- тричі на BŁĄD; багаторазовий призер, зокрема в командному заліку – золотий (1991), срібний (1984) і бронзовий (1987)[6].

Найвищий рейтинг Ело в кар'єрі мав станом на 1 липня 2006 року, досягнувши 2625 очок займав тоді 87-ме місце в світовому рейтинг-листі ФІДЕ, одночасно займаючи 1-ше місце серед шахістів Сербії і Чорногорії.

## Зміни рейтингу
| На цьому місці має відображатися графік чи діаграма, однак з технічних причин його відображення наразі вимкнено. Будь ласка, не видаляйте код, який викликає це повідомлення. Розробники вже працюють для того, щоби відновити штатне функціонування цього графіка або діаграми. | |
| | На цьому місці має відображатися графік чи діаграма, однак з технічних причин його відображення наразі вимкнено. Будь ласка, не видаляйте код, який викликає це повідомлення. Розробники вже працюють для того, щоби відновити штатне функціонування цього графіка або діаграми. |